# ぎゃあ!!!リアル・モンスターズ
ぎゃあ!!!リアル・モンスターズ（Aaahh!!! Real Monsters）は、アメリカ合衆国のテレビアニメ。クラスキー・クスポ制作。1994年10月29日から1997年12月6日まで放送された。全4シーズン、52話。
ニコロデオンで放送されているこの番組は、町のごみ捨て場の下にある学校に通い人間を脅かすための勉強をしている思春期のモンスターたちの生活を描いている。第4シーズンまでアメリカ合衆国のケーブルテレビで放送され、2006年までニックトゥーンズ（en:Nicktoons Network）で再放送が行われていた。多くの話におけるモンスターたちは、学校の宿題として表面的なところで人を脅かす修行をしている。この番組の舞台はニューヨーク市の近くにある、ニュージャージー州ニューアークにある最終処分場である。

## 制作
このアニメは en:Gábor Csupóとピーター・ギャフニーがつくり、クスポの会社であり、当時『ラグラッツ』やen:Duckmanの製作元として知られていたクラスキー・クスポが製作した。最終的なタイトルが決定するまでに5年かかり、その間MonstersやReal Monstersといった仮題で制作が進行していた。クスポとその妻で仕事上のパートナーであるアーリーン・クラスキーはラグラッツに次ぐ新しい作品を作らないかとニコロデオンに持ちかけていた。自分の幼い子供たちがモンスターを愛していたため、クスポはそれにひらめきを得て脚本を書いた。また、彼はほかの制作者たちが一様に動物を題材としたアニメの企画を出していたため、ニコロデオンが人間の登場するアニメの企画を気に入らないだろうということを知っていた。クスポは紙にモンスターの素描をいくつか描き、最終的にその番組の企画が通り、クスポは「キャラクターが利口になりすぎず、間抜けになるようにしました。そしたらうまくいきました。」と話している。
ニコロデオンのアニメで監督を務めたHerb Scannellは、このアニメのキャラクターデザインは、1968年に公開されたザ・ビートルズのアニメ映画『イエロー・サブマリン』に少々影響を受けたと話している。実際、グロンブルはその映画に登場する悪役軍団ブルー・ミーニーにより近いデザインで生み出された。また、クスポはフィルム・ノワールの要素を番組中に取り入れただけでなく、モンスターたちが住む最終処分場の背景が『ブレードランナー』（1982）や『未来世紀ブラジル』（1985）といった作品を思わせるようにしたと話している。
キャラクターたちは1999年に放送された『ラグラッツ』の第106話"Ghost Story"にゲスト出演しているが、これに先駆けクラム役のデヴィッド・エクレスはチャッキーのベッドの下から聞こえる怪物の声を当てた。

## キャスティング
このアニメにはこれまでにクラスキー・クスポの作品に携わったことのある声優やクラスキー・クスポの関係者が何人か出演した。たとえば、オブリナ役のクリスティン・カヴァナーは、『ラグラッツ』でチャッキーの声を当てた。『ぎゃあ!!!リアル・モンスターズ』出演時、彼女はアグネス・ムーアヘッドを英国風にしたような演技をしようとした。また、イッキス役のチャーリー・アドラーはラグラッツで音響監督を務めたことがある。クラム役のデヴィッド・エクレスの妻ダイアナ・エクレスはクラスキー・クスポの施設管理人を務め、この番組ではプロデューサー補を務めた。グロンブル役の グレッグ・バーガーは、クラスキー・クスポのテレビアニメ DuckmanでCornfed Pig役を務めた。

## 登場キャラクター

### モンスターたち
イッキス（Ickis）
声 - チャーリー・アドラー/日本語版 - 中尾隆聖
この番組のメインキャラクター。体を大きくして人間を怖がらせることができるが、耳のせいでうさぎと間違えられる。初登場時は眼鏡をしていた。
オブリナ（Oblina）
声 - クリスティン・カヴァナー/日本語版 - 小宮和枝
裕福な家の育ちのモンスター。白と黒のキャンディケインのような姿をしている。
人間に悪夢を見させることが得意。
精神的にしっかりしており、イッキスらにとっては頼れる存在である一方、彼等の幼稚な行動に耐える一面もある。
クラム（Krumm）
声 - デヴィッド・エクレス/日本語版 - 桜井敏治
眼球が顔についておらず、両手で浮かしている。なお、眼球は口の中で保護することもできる。
高所恐怖症。
ジンボ（Zimbo）
声 -ティム・カリー/小森創介
緑色の髪をした人間に近い生命体の頭をもつ哺乳類の足のついた蜂のような姿をしたモンスター。
グロンブル（The Gromble）
声 - グレッグ・バーガー/青森伸
モンスターたちの学校の校長。
ママ・グロンブル（Mama Gromble）
グロンブルの母親で、過保護なモンスター。

スリッキス（Slickis）
声 - Billy Vera
イッキスの父。

### 人間
サイモン（Simon）
声 - ジェームズ・ベルーシ
自己中心的なモンスターハンター。収入源は不明。
ブラッドリー（Bradley）
声 - Brett Alexander
イッキスの友人たちの中でただ一人の人間。
バンドバン・ビッグフット
声 - アーサー・バーグハート/梁田清之

## サブタイトル
全エピソードの日本語版の出典。

### Season 1（1994–1995）
| 話数 | 邦題                                             | 原題                                                        |
| ---- | ------------------------------------------------ | ----------------------------------------------------------- |
| 1    | ハロウィン大騒動                                 | The Switching Hour                                          |
| 2    | モンスターなんていないよ恐怖のスノーチ           | Monsters, Get Real Snorched IfYou Do, Snorched If You Don't |
| 3    | クラム家の呪いクラムは映画スター                 | Curse Of The KrummKrumm Goes Hollywood                      |
| 4    | イッキス大変身飛行機こわい                       | Monstrous Make-OverA Wing And A Scare                       |
| 5    | クラムのオデキモンスターハンター                 | Krumm's PimpleMonster Hunter                                |
| 6    | モンスターはモンスターらしくショッピングに行こう | Monsters Don't DanceGone Shopp'n                            |
| 7    | よぼよぼモンスターグロンブルのママ               | Old MonsterMother, May I?                                   |
| 8    | 禁じられた遊び合体モンスタークリッキス           | Don't Just Do ItJoined At The Hip                           |
| 9    | 笑って！オブリナビッグウェーブ                   | Smile And Say OblinaThe Great Wave                          |
| 10   | イッキス大富豪になるタマゴシッターへの道         | Cold Hard ToenailsAttack Of The Blobs                       |
| 11   | イッキスのパパお化け屋敷の怪                     | Chip Off The Old BeastThe War's Over                        |
| 12   | モンスターはどこへ行った？                       | Where Have All The Monsters Gone?                           |
| 13   | モンスター狩りイッキスとテレビ                   | Simon Strikes BackThe Ickis Box                             |

### Season 2（1995）
| 話数 | 邦題                                   | 原題                                                       |
| ---- | -------------------------------------- | ---------------------------------------------------------- |
| 14   | ダイナマイトイッキスカターナの呪い     | Spontaneously CombustibleCurse of Katana                   |
| 15   | モンスター発見！人間操縦法             | Monsters Are RealThis is Your Brain on Ickis               |
| 16   | キャンプ大作戦ビックリシャックリ症候群 | Into the WoodsKrumm Gets the Dreaded Nolox                 |
| 17   | UFOを追え！我がいとしの金髪            | Mayberry UFOI Dream of Snorch with the Long Golden Hair    |
| 18   | 海だよホイ！南極へ行こう！             | Garbage AhoyGoin' South                                    |
| 19   | 人間オブリナこんにちはワンちゃん       | Monster Who Came in from the ColdPuppy Ciao                |
| 20   | ライバル登場魔法の帽子                 | The RivalHats Off                                          |
| 21   | 呪われたオブリナクラム香水             | O'Lucky MonsterEau de Krumm                                |
| 22   | オペラ座の恐怖木になったイッキス       | Rosh-O-MonsterThe Tree of Ickis                            |
| 23   | モンスターの歴史恐怖、それはイッキス   | History of the Monster World, Part 1Fear Thy Name is Ickis |
| 24   | 聖なるゴミバケツを探せゴミゼロ週間     | Quest for the Holy PailGarbage In, Garbage Out             |
| 25   | 迷子のお見通しマシーン風船クラム       | A Room with No ViewfinderKrumm Rises to the Top            |
| 26   | イッキスが6人ビッグフットは落第生      | The Five Faces of IckisBigfoot, Don't Fail Me Now          |

### Season 3（1996）
| 話数 | 邦題                                     | 原題                                                   |
| ---- | ---------------------------------------- | ------------------------------------------------------ |
| 27   | 満月祭りサイモンの逆襲                   | Festival of the Festering MoonSimon's Big Score        |
| 28   | 脳みそを追え！ギャングモンスター         | Who'll Stop The Brain?Cement Heads                     |
| 29   | 新型おどかし術モンスター昔話             | Ickis and the Red ZimboOblina and the Three Humans     |
| 30   | 可愛いベイビー愉快なモンスター           | Baby It's YouMonsters Are Fun                          |
| 31   | グロンブルの暗い過去愚か者の船           | Out of the PastShip of Fools                           |
| 32   | さまよう目玉モンスターの上流階級         | Eye Full of WanderLifestyles of the Rich and Scary     |
| 33   | クラムに頭をのせて熊のカルドス           | Krumm Gets AheadIt's Only a Movie                      |
| 34   | モンスターは二度おどかすゴミためで宝探し | You Only Scare TwiceLess Talk, More Monsters           |
| 35   | 真夜中の決闘イッキスの恋                 | Fistful of ToenailsBlind Love, Monster Love            |
| 36   | アンファーグのお守りけっこう毛だらけ     | Amulet of EnfargBad Hair Day                           |
| 37   | モンスターブルーススノーチの声が聞こえる | Monster BluesI Heard the Snorch Call My Name           |
| 38   | 夢遊病イッキスおどかすならペアで         | Wake Me When It's OverThings That Go Bump In the Night |
| 39   | 教師失格？お泊まり脅かし会               | The Master MonsterSlumber Scare                        |

### Season 4（1997–1998）
| 話数   | 邦題                                   | 原題                                     |
| ------ | -------------------------------------- | ---------------------------------------- |
| 40     | サイモン世紀の対決パーフェクトワールド | Battle of the CenturyA Perfect World     |
| 41     | モンスターＶＳロブスター盗まれた唇     | The Lips Have ItEscape Claws             |
| 42     | 時には人間のように真実の友             | Walk Like a ManA Friend in Need          |
| 43     | 催眠モンスターオブリナの片思い？       | Watch the WatchShe Likes Me?             |
| 44     | 反逆児オブリナピカピカイッキス         | Oblina Without a CauseSlick Ick          |
| 45     | ミュータントモンスターズ？ネッシー登場 | Nuclear and Present DangerLoch Ness Mess |
| 46     | スーパーイッキス代理教師スクリッチ     | Super IckisThe Substitute                |
| 47     | 大脱走クラハムは四つ目？               | The Great EscapeBeast with Four Eyes     |
| 48     | 新ペア誕生楽々おどかしキット           | Side by SideHooked on Phobics            |
| 49     | スパイVS.モンスター恋するグロンブル    | Spy vs. MonsterMisery Date               |
| 50     | 時間よ戻れ！人喰い鬼のグロンブルスープ | ClockwiseGromble Soup                    |
| 51     | 対決ミクロの決死隊                     | ShowdownInternal Affairs                 |
| 52(終) | クラムよ笑えいつまでも一緒に           | Laugh, Krumm, LaughRookie Monsters       |

## 日本語版制作スタッフ
- 翻訳 - 嶋田美樹、尾崎順子、塩野さら
- 演出 - 中島裕（第8話まで）、高田浩光（第9話以降）
- プロデューサー - 里口千（第8話まで）、赤松立太（第9話以降）
- 日本語版制作 - テレシス